# Anuzar Yunusov
Anuzar Yunusov (usbekisch Анзур Юнусов; * 25. August 1988) ist ein usbekischer Biathlet.
Anuzar Yunusov erreichte seine bisherigen Erfolge vor allem im Sommerbiathlon. 2005 nahm er in Muonio erstmals an den Sommerbiathlon-Juniorenweltmeisterschaften teil und wurde Fünfter des Sprints, Achter der Verfolgung, 12. des Einzels und gewann mit Murod Hodjibayev und Ruslan Nasirov mit der Staffel Usbekistans hinter der Vertretung Russlands die Silbermedaille. Auch im Jahr darauf in Ufa erreichte Yunusov mit den Rängen 14 im Sprint, sieben in der Verfolgung und fünf mit der Mixed-Staffel gute Resultate. 2007 in Otepää war Platz fünf im Sprint und vier mit der Staffel bestes Resultat. Besonders erfolgreich wurde für den jungen Usbeken die Junioren-WM 2008 in der Haute-Maurienne. Bei den Wettkämpfen im Crosslauf gewann er sowohl im Sprint wie auch in der Verfolgung die Titel. Weniger gut wurden mit Rang 38 im Sprint und 33 in der Verfolgung die Ergebnisse in den Wettbewerben auf Skirollern, an denen er erstmals teilnahm. Auch 2009 in Oberhof gewann Yunusov den Titel in der Verfolgung, nachdem er schon im Sprint Dritter war. Die Resultate auf Skirollern waren erneut weitaus schlechter mit Platz 49 im Sprint und dem vorzeitigen Ende in der Verfolgung nach der erfolgten Überrundung. Bei den Sommerbiathlon-Europameisterschaften 2009 in Nové Město na Moravě gewann er zunächst das Massenstartrennen der Junioren und wurde danach erstmals bei einem Großereignis für den Leistungsbereich nominiert. Mit Dilafruz Imomhusanova, Anna Dreeva und Ruslan Nasirov belegte er im Mixed-Rennen Platz neun. Regional gewann er bei den Junioren-Wettbewerben der Offene asiatische Sommerbiathlon-Meisterschaften 2008 in Tscholpon-Ata alle drei möglichen Titel in Sprint, Verfolgung und Massenstart.
Im Winter nahm Yunusov in Ufa an den Junioren-Weltmeisterschaften 2009 erstmals bei einem Großereignis teil und erreichte die Plätze 40 im Einzel und 45 im Sprint. In Ridnaun nahm er in der Saison 2009/10 erstmals an Rennen im IBU-Cup teil und erreichte zunächst einen 130. Platz im Einzel und Platz 138 im Sprint. Bestes Resultat ist bislang ein 68. Platz in einem Sprint von Nové Město, erreicht 2010.

## Biathlon-Weltcup-Platzierungen
Die Tabelle zeigt alle Platzierungen (je nach Austragungsjahr einschließlich Olympische Spiele und Weltmeisterschaften).
- 1.–3. Platz: Anzahl der Podiumsplatzierungen
- Top 10: Anzahl der Platzierungen unter den ersten zehn (einschließlich Podium)
- Punkteränge: Anzahl der Platzierungen innerhalb der Punkteränge (einschließlich Podium und Top 10)
- Starts: Anzahl gelaufener Rennen in der jeweiligen Disziplin
- Staffel: inklusive Mixed- und Single-Mixed-Staffeln

| Platzierung                    | Einzel | Sprint | Verfolgung | Massenstart | Staffel | Gesamt |
| ------------------------------ | ------ | ------ | ---------- | ----------- | ------- | ------ |
| 1. Platz                       |        |        |            |             |         |        |
| 2. Platz                       |        |        |            |             |         |        |
| 3. Platz                       |        |        |            |             |         |        |
| Top 10                         |        |        |            |             |         |        |
| Punkteränge                    |        |        |            |             |         |        |
| Starts                         | 1      | 1      |            |             |         | 2      |
| Stand: nach der Saison 2012/13 |        |        |            |             |         |        |